# Франгокастело
Франгокастело (грчки: Φραγκοκαστελλο) је замак, тврђава и раштркано насеља на јужној обали острва Крит, у Грчкој. 

## Називи
Млечани који су изградили тврђаву (дворац) назвали су је Агиос Никитас  или Дворац Светог Никита по оближњој цркви.
Међутим, данашње име Фрагокастело доделилу су му мештани, староседеоци, који ову грађевину Млечана никада нису видели као своју у позитивном светлу. Они су је, за њих подругљивим називом, називали Франгокастело, желећи да је окарактеришу као дворац Франака (Католичка странаца), Кастелофранака или Франко кастеланаца.
Назив Франгокастело се временом толико уврежио да су га на крају усвојили и Млечани.

## Положај
Франгокастело се налази на јужној обали острва Крит, у истоименом насељу, на  око 12 км  источно од места Хора Сфакион,  80 км југоисточно од Хање и 50 км јужно од Георгиоуполиса у саставу префектуре Хања. Село је веома раштркано и практично нема улица или тргова. Франгокастело је кружен  великом пешчаном плажом, која је основа за туристичку индустрију са смештајним капацитетима раштрканим по равници око дворца. Релативна удаљеност тог подручја негативно је утицала на већи економски и туристички развој места и његове околине.
Како је као колевка цивилизације Крит од давнина лежео на путу из Европе ка Палестини, у средњем веку стално су га посећивали крсташки бродови, Ђеновљани и  пре свега Млечани који су на Криту покушали да обезбеде своје присуство, односно на овом острву изградњом многих тврђава контролишу одређене делове обале или луке.

## Становништво
| Година | Број становника |
| ------ | --------------- |
| 1991   | 91              |
| 2001   | 154             |
| 2011   | 148             |

## Историја
Праисторија
Историја  Франгокастела почиње у бронзаном доба, када су људска активност била заступљене на ширем подручју Франгокастела, или у Сфакији, још у праисторијских времена, чак и у планинским и неприступачним пределима. На овом простору пронађено је неколико минојских налазишта која датирају од 1800. до 1450. године пре нове ере, када је много људи живело у насељима. Из тог период сачувано је неколико примерака  керамике.
Средњи век
Од средине 7. века нове ере до 824. године, све учесталији Арапски напади довели су до постепеног напуштања обалних места Крита, укључујући и Франгокастело и сеобу становника у унутрашњост острва у циљу заштита од гусара.

Историја данашњег Франгокастела везана је дворац, или боље речено, камено утврђење Франгокастело на обали Крита, кога су изградили од 1371—1374. године Млечани како би заштитили јужну обалу острва Крита од гусара  али и од честих напада побуњених Сфакијаца,  и тако успоставили ред у регији Сфакија. 
Подручјем Сфакије владала је породица Скордилис. Одатле су потекле две гране породице Патерас и Пападопоулос. Венецијански извори извештавају да су у својим напорима да успоставе ред починили многе злочине и угњетавали своје сународнике.
Ово угњетавање феудалних господара изазвало је немире у том подручју, све док сами нису почели да захтевају да Млечани подигну тврђаву на том подручју, како би се заштитили од гусарских напада, тако и за контролу бунтовног становништва. Млетачки сенат на крају је пристао на њихов захтев 10. фебруара 1371. године и како би спречили честе побуне незадовољних грађана влашћу Млечана они су староседеоцима дли ограничену административну управу, примењујући феудални систем прилагођен посебним околностима Крита.
Претпоставља се тврђава није служила сврси због које је изграђена, јер је у подручју Сфакије владало безакоње а постојала су и времена када Франгокастело није имао ни гарнизон. Тако је упркос стратешком значају тврђаве и реновирањима која су урађена (нпр од 1593 до 1597. године), тврђава није играла значајну улогу у каснијој историји. Претпоставља се да је напуштена пре 1645. када су је Млечани задњи пут поправили како би се супротставили Османлијама.
Нови век
Дворац су једно време под својом управом држале Османлије, све до 1770. године када су га освојили локални побуњенички родољуб Даскалогианис (грчки:Ιωάννης Βλάχος), са 70 побуњеника. Након тога дворац су одмах опколиле јаке трупе Османлија, што је убрзо под снажним притискком довело до предаје побуњеника. Након тога, Османлије су, према обичају, мучила Даскалогианиса и његове јунаке, а потом су их одвели у Хераклион, где су их стрељали.
Након наведених догађаја тврђава је напуштен више од пола века, све док у априлу 1827. године није одред од стотину витезова и 700 пешака, под вођством трговца Хаџи Михалиса Далианиса (грчки:Χατζημιχάλης Νταλιάνης), није заробио дворац Франгокастело, и покушли да вођењем рата изборе независност острву. Овај богати трговац, из патриотских разлога одустао је од својих редовних активности,и својим богатсвом  наоружао коњички одред, и основао народно-ослободилачки покрет. И овога пута Османлије су, одмах послале окупационе снаге против побуњеника (8.000 војника на челу с гувернером Мусатафа-пашом). Након што су опколили Франгокастело, и шест дана борби, Османлије су у ноћи 17. маја 1828. године упали у дворац. Током одбране дворца страдало је је 335 његових бранитеља. Османлије нису сахраниле храбре бранитеље, већ су једноставно њихова тела бацили у јарак.
Мустафа-паша је дигао у ваздух тврђаву тако да побуњеници више никада не би могли да је користите. Касније, међутим, током велике критске буне (1866-1869), Османлије су тврђаву (дворац) запоселе и обновили како би могли из ње да контролишу острво.
Франгокастело је коначно престао да се користи након ослобађања Крита, а сада служи као туристичка дестинација и спомен обележје из периода крваве историју, коју мештани оживљену сваке године и кроз легенду о духовима који се јављају у тврђави.

## Структурни, архитектонски, фортификациони елементи
Дворац има једноставан правоугаони облик са четири куле, на сваком ћошку утврђења. Југозападна кула већа је од осталих. То је зато јер је била најважнија за одсудну одбрану односно место  последње одбране, ако је дворац опкољен и зато што је успешно штитила главну капију.
Главни улаз дворца налази се на југу и у садашњем облику представља реконструкцију капије из 19. века. Изнад капије се налази млетачки грб са 4 грба угледних венецијанских породица.
Дуж унутрашњости зидова налазе се слабо очуване правоугаоне грађевине, које су служиле као штале, складишта, касарне итд.
Зграде унутар дворца обновљене су у последњем периоду османске окупације дворца, крајем 19. века.
Дворац је обновљан неколико пута у различитим фазама своје историје, у периоду 1593-1597. године, потом 1645. године и у периоду од 1866 до 1869. од стране Османлија, за време Критске револуције.

### Временска линија
- 1371 — 1374. — Изградња утврђења од стране Млечана
- 1593 — 1597. — Обнова утврђења од стране Млечана
- 1645. — Поправка утврђења од стране Млечана
- 1645. — Окупирање дворца од стране Османлија
- 1770. — Привремено запоседање утврђења од стране побуњеника на челу са Даскалојанисом
- 1828. — Заробљавање твврђаве од стане Грка и битка са Османлијама
- 1866 — 1869. — Обнова утвршења од стране Османлија

## Легенда
О јунаштву побуњеника у борби за националну независност острва почетком двадесетог века написана је народна песма у којој се наводи:
| „ | Данас, 17. маја, војска Хаџимихалиса, се бори у облацима а неверници чују њихове гласове и звуке копита уза зидове дворца. Фантомски војници могу се видети и уплашити, али Господин се смиловао нама, они никоме не чине штету. | ” |

Тако је први пут описана појава такозваних росних људи или „сенки росе”", названих Дросулити, јер се могу видети само рано ујутро када падне роса.
По легенди која кружи Критом, овај феномен се дешава сваке године, на годишњицу битке код Франгокастела, која се одиграла 17. маја 1828. године. Верује се да су то мртве душе бораца који су погинули током битке код дворца Франгокастела, и да се од тада појављују натприродна бића на том подручју.
Током двовековне историје Крита забележено је да су „сенке росе” видели:
- Турски војници. 1890. године, који су се препали и побегли са овог места када су видели ове чудне сенке.
- Нмачка патрола у Другом светском рату, која је када је у току патролирања гарнизоном у дворцу угледла сенке отворила ватру из оружја на њих.

### Опис феномена
Дросулити, како су их описали сведоци овог феномена, представљају групу сенки попут људи обучених у црно, који ходају или јашу, наоружани, из правца манастира Агиос Хараламбос и иду према старој тврђави Франгокастело, млетачком утврђењу из 14. века.
Феномен се примећује када је море мирно, а ваздух влажнан и пре него што сунце потпуно изађе на небу и обично траје око 10 минута. Сенке су видљиве из долине са удаљености од 1.000 метара.

## Информације за туристе
Око тврђаве Франгокастела постоје три плаже:
- Главна или западна плажа — дугачка је око 600 м, прекривена крупнијим песком и отворенија за западне ветрове. Бројна стабала тамариска пружају природну хладовину, а плитко море, идеално је за децу и породице.
- Плажа испод венецијанске тврђаве  дугачка је око 250 м. и најпознатија и најпосећенија.
- Источна плажа звана Орти Амос, је трећа плажа дуга око 700 м.